# Michel Donskoff
Pour les articles homonymes, voir Michel.
L’évêque auxiliaire Michel (né Simeon Vassiliévitch Donskoff, russe : Симеон Васильевич Донсков; le 29 mars 1943 à Paris), est un évêque de l’Église orthodoxe russe hors frontières, au titre purement honorifique d'"archevêque de Meudon".

## Biographie
Il est né le 29 mars 1943 à Paris dans une famille d’origine cosaque.
Il a été élève au collège Saint-Georges à Meudon et au lycée russe. Entre 1965 et 1966, il a accompli son service militaire, dans le corps médical. Il a été moniteur et directeur de camps de jeunes « Vitiaz » (1959-1966), y compris en Russie (1994-1995).
Dès 1969, il a travaillé dans les services de réanimation d'hôpitaux de Paris et de sa région. À partir de 1978, il a également été enseignant dans des hôpitaux et écoles de médecine.
En 1979, il est tonsuré lecteur par l'Archevêque Antoine (Bartochevitch). Il est ensuite ordonné sous-diacre en 1980, diacre en 1981 et Prêtre en 1991.
En 1996, il est tonsuré moine par le Métropolite Vitaly (Ustinov) et est élevé au rang d'Higoumène. 
En la Fête de Saint Pierre et Paul de la même année, il est consacré Evêque de Toronto, vicaire du diocèse de Montréal et du Canada.
En mai 2006, il est nommé Evêque de Genève et d'Europe occidentale par le synode des Evêques de l'Église russe hors-frontières.
Il est promu Archevêque en décembre 2011,.